# Eriocaulon pallidum
Eriocaulon pallidum är en gräsväxtart som beskrevs av Robert Brown. Eriocaulon pallidum ingår i släktet Eriocaulon och familjen Eriocaulaceae. Inga underarter finns listade i Catalogue of Life.